# بهرام سارنگ
بهرام سارنگ (زادهٔ ۱۳ مهر ۱۳۳۰ – درگذشتهٔ ۱۸ شهریور ۱۳۹۱) خوانندهٔ موسیقی ایرانی بود.

## زندگی‌نامه
بهرام سارنگ ۱۳ مهر ۱۳۳۰ در میانه متولد شد. در کودکی با شنیدن برنامهٔ گل‌ها از رادیو به موسیقی و آواز علاقه‌مند شد و از ۱۳ سالگی نواختن ویلن را آغاز کرد. او در ۱۵ سالگی برنامه‌ای را به‌صورت زنده اجرا کرد و دو سال بعد، آواز او از رادیو تبریز پخش شد. وی در آن زمان طی سه دوره، مقام نخست آواز در مسابقات هنری آموزشگاه‌های استان آذربایجان شرقی را به‌دست‌آورد.
سارنگ در سال ۱۳۵۰ برای ادامهٔ تحصیل از میانه به تهران رفت و به کلاس‌های شبانهٔ هنرستان موسیقی راه یافت. او در این زمان از آموزش‌های محمود کریمی و اسماعیل مهرتاش بهره‌مند شد.
آواز بهرام سارنگ نخستین‌بار در سال ۱۳۵۶ از طریق رادیو ایران به گوش مخاطبان رسید. او که به خوشنویسی نیز علاقه داشت از سال ۱۳۶۱ به مدت ۵ سال از کلاس‌های خوشنویسی مرتضی عبدالرسولی که در سنتور نیز شاگرد حبیب سماعی بود، بهره برد. بهرام سارنگ در سال‌های ابتدایی دههٔ ۱۳۶۰ با محمدرضا لطفی و گروه شیدا چند کنسرت را اجرا کرد.
او از سال ۱۳۶۷ همکاری خود را مرکز موسیقی صدا و سیما، انجمن موسیقی ایران و گروه‌های موسیقی آغاز کرد. وی همچنین در چند دوره از جشنواره موسیقی فجر حضور داشت و با گروه فرامرز پایور نیز کنسرتی در تالار وحدت برگزار کرد. از دیگر فعالیت‌های هنری بهرام سارنگ می‌توان به همکاری با انجمن تبادل فرهنگی ایران و ژاپن، همکاری با موزهٔ هاماماتسوی ژاپن برای تهیهٔ سازهای ملی و بومی ایران و همکاری در موسیقی متن یک تئاتر ژاپنی، اشاره کرد.
بهرام سارنگ در طول فعالیت‌های هنری خود با هنرمندانی همچون محمدرضا لطفی، رضا شفیعیان و فرامرز پایور همکاری کرد و بیش از ۴۰ قطعه آواز و تصنیف در واحد موسیقی صدا و سیما اجرا و ضبط کرد.

## درگذشت

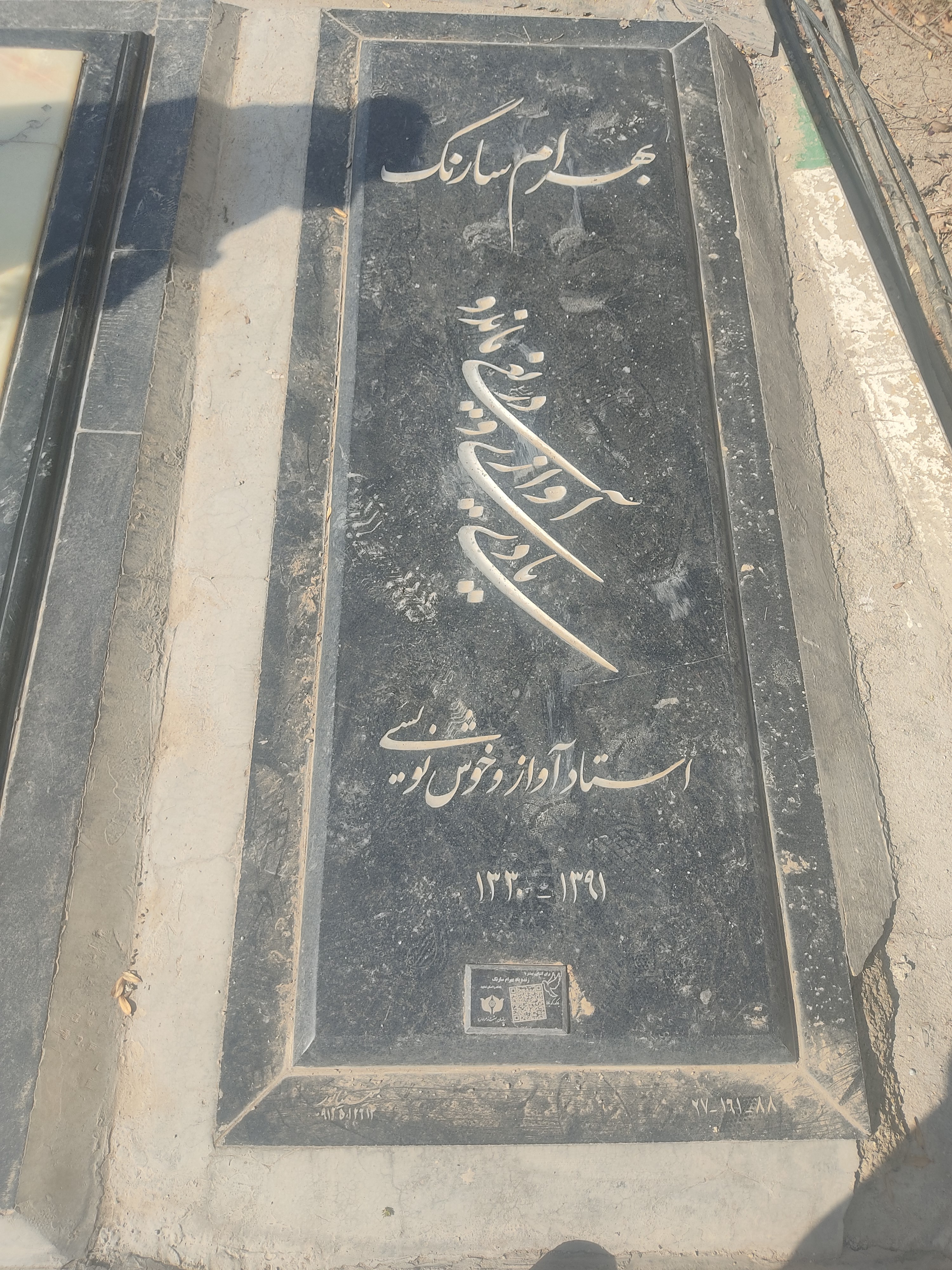
قبر بهرام سارنگ در قطعه هنرمندان بهشت زهرا

بهرام سارنگ ۱۸ شهریور ۱۳۹۱ بر اثر بیماری سرطان در آمریکا درگذشت. پیکر او پس از انتقال به ایران، ۱۰ مهر ۱۳۹۱ از مقابل تالار وحدت تهران تشییع و در قطعهٔ هنرمندان بهشت زهرا به خاک سپرده شد.

## برخی از آثار
- آلبوم موسیقی سرگشته با آهنگسازی رضا شفیعیان[۱۱]
- آلبوم موسیقی شرح شوق با آهنگسازی مهرداد دلنوازی[۱۲]
- آلبوم موسیقی درگاه جمال با آهنگسازی مهرداد دلنوازی[۱۳]
- آلبوم موسیقی روح سنتور با تنظیم اسماعیل تهرانی[۱۴]
- آلبوم موسیقی حال دل با آهنگسازی مهدی ستایشگر[۱۵]
- آلبوم موسیقی کمند عاشق (منتخب آثار)[۱۶]
- آلبوم موسیقی نشاط‌انگیز با آهنگسازی داود ورزیده[۱۷]
- آلبوم موسیقی به یاد فرامرز پایور با آهنگسازی و تنظیم سیاوش آریامنش[۱۸]
- آلبوم موسیقی پنهان در غبار با آهنگسازی جواد لشگری و تنظیم مانی جعفرزاده[۱۹]
- آلبوم موسیقی اُوینار با تنظیم مریم سروش‌نسب[۲۰]